# Ruud Feltkamp
 (octobre 2018).
Si vous disposez d'ouvrages ou d'articles de référence ou si vous connaissez des sites web de qualité traitant du thème abordé ici, merci de compléter l'article en donnant les références utiles à sa vérifiabilité et en les liant à la section « Notes et références ».
Ruud Feltkamp, né le 2 octobre 1989 à Amsterdam, est un acteur et disc jockey néerlandais.

## Filmographie

### Téléfilms
- 2005 : Nieuwe Ouders : Arnold
- 2006 : Keyzer & De Boer Advocaten : Jongen
- 2006 : Koppels (nl) : Ruben van Gunteren
- 2006-2018 : Goede tijden, slechte tijden : Noud Alberts
- 2017 : Nieuwe tijden (nl) : Noud Alberts

### Cinéma
- 1999 : Un gamin (Kruimeltje) : Kruimeltje
- 2003 : Kees de jongen (nl) : Kees Bakels
- 2009 : Lover of loser (nl) : Ricardo
- 2014 : Toscaanse Bruiloft (nl) : Erik

## Discographie

### Singles
- 2014 : Listen : chanté par Rudi Feral
- 2015 : Dirty : chanté par Rudi Feral